# Michael Dumba

Michael Dumba, Portrait von Heinrich von Angeli

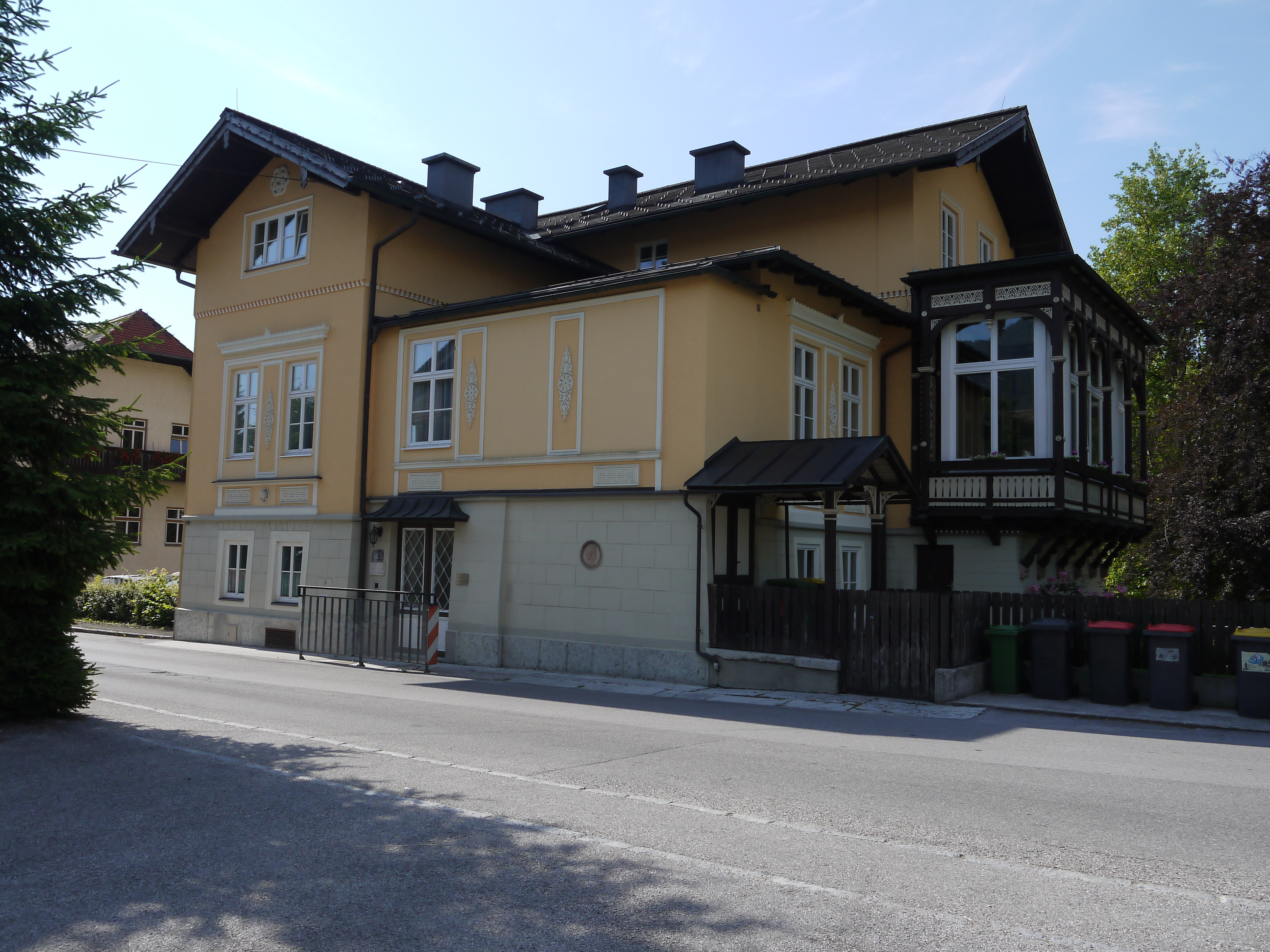
Die Villa Perko-Dumba in Bad Ischl

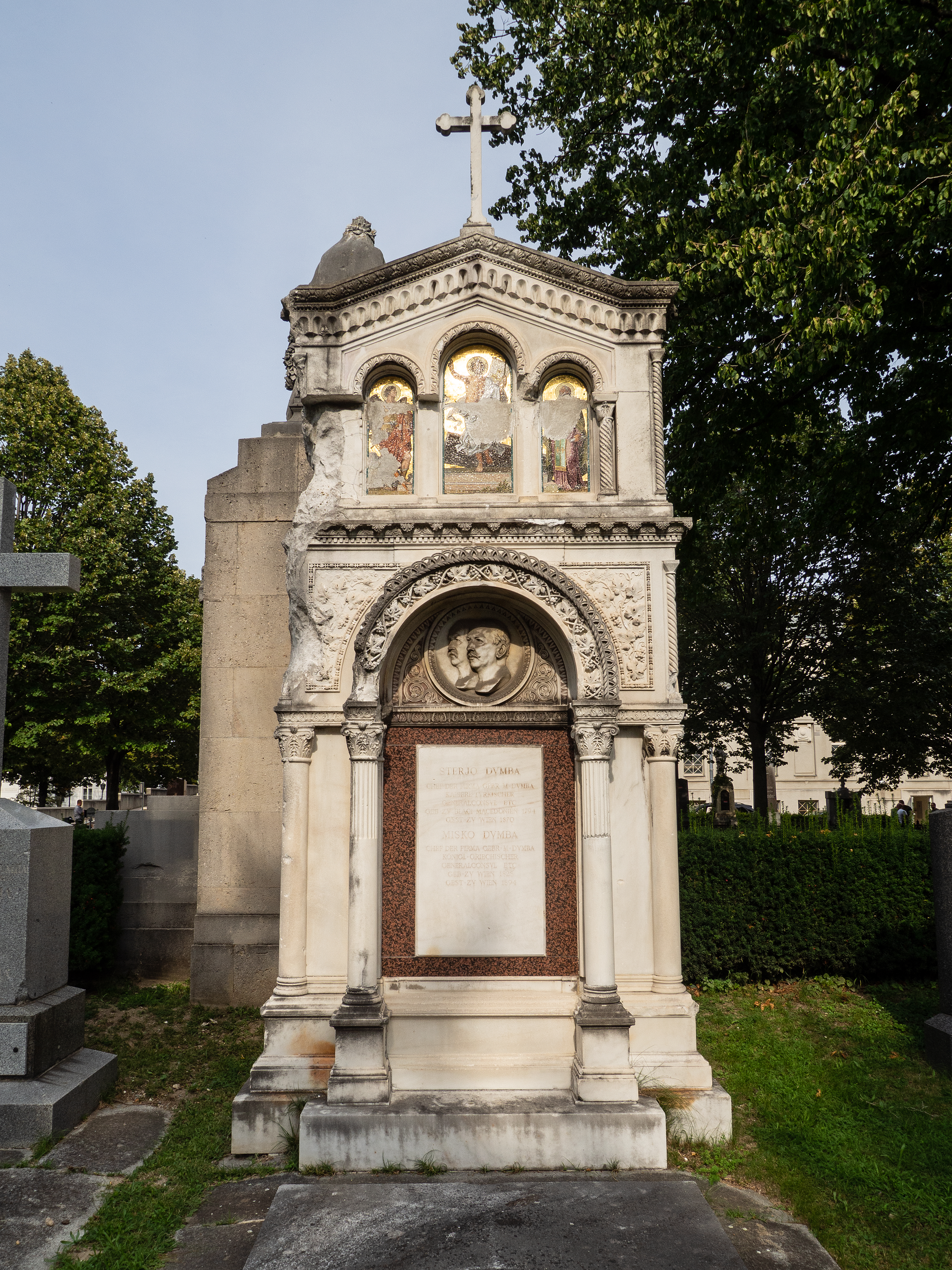
Gemeinsames Grab von Michael und Stergios Dumba auf dem Wiener Zentralfriedhof

Michael Stergio Dumba (Μιχαήλ Δούμπας; * 5. November 1828 in Wien; † 14. Dezember 1894 ebd.) war Direktor der Österreichischen Nationalbank und griechischer Generalkonsul in Österreich.

## Leben
Michael Dumba war der Sohn des aus Vlasti in Nordgriechenland stammenden Unternehmers Stergios Doumbas (1794–1870) und der Österreicherin Maria, geborene Curti. Zusammen mit seinem Bruder Nikolaus führte er auch das aus dem väterlichen Baumwoll- und Zuckerhandelsgeschäft hervorgegangene Großhandelsunternehmen Gebrüder M. Dumba weiter.
Zusammen mit seinem Bruder ließ er auch 1859/60 im Weißgerberviertel den „Dumba-Hof“ und 1864/65 an der Wiener Ringstraße das fünfstöckige Palais Dumba errichten und mit Bildern von Hans Makart, Friedrich Schilcher und Gustav Klimt sowie mit Plastiken von Caspar Zumbusch, Rudolf Weyr und Edmund Hellmer ausstatten. Sein Büro ließ er von Otto Wagner ausstatten.
1867 erwarb Michael Dumba in Bad Ischl die 1848 erbaute Villa Perko, die nach seinem Tod als „Stiftung Dumba“ in den Besitz des Fiscus überging, um satzungsgemäß als Erholungsheim für Offiziere zu dienen.
Im Sommer 1894 erkrankte er an einem Leberleiden und verstarb, nachdem er einige Wochen zur Genesung auf der Villa seines Bruders Nikolaus in Liezen verbracht hatte, in Wien.